# Auriane Mallo-Breton
Auriane Mallo-Breton (n. 11 octombrie 1993, Lyon, Franța) este o scrimeră franceză, medaliată olimpică. A participat la 2 ediții ale Jocurilor Olimpice (2016, 2024) în care a câștigat două medalii de argint.